# Pyramidekomplekset med sfinksen ved Giza
Pyramidekomplekset med sfinksen ved Giza omfatter i alt ni pyramider, hvoraf de tre største er opkaldt efter faraoerne Kheops, Khefren og Mykerinos. Dette er de græske navne. De ægyptiske navne er Khufu, Khafra og Menkaura. De seks øvrige pyramider er unavngivne. Tre ligger langs Kheops-pyramidens østside og tre langs med Mykerinos-pyramidens sydside.
Herudover er området fyldt med ruiner af templer og grave.
Sidst, men ikke mindst, finder vi her den velkendte sfinks, løven/katten med Khefrens hoved. Indenfor et område på ca 80 km ligger de betydeligste af Ægyptens pyramider, alle bygget under det 3. og 4. dynasti.
På knap 100 år er mere end 25 millioner tons kalkstensblokke brugt til dette enorme byggeri. Man skal dog være opmærksom på, at hver pyramide består af skaller uden på hinanden, og kun de yderste rækker i hver skal består af firkantede sten. Det vil sige, at det meste af pyramidens rumfang består af blandede skærver.
Alle pyramiderne ligger på den vestre Nilbred på grænsen mellem landbrugsland og ørken, netop der, hvor vejen til Dødsriget begynder. Man skal dog lige huske på, at Nilens løb har ændret sig; den løb tættere på de tre store pyramider i oldtiden.
Pyramidefelterne i tilknytning til oldtidsbyen Memphis, blandt dem pyramidekomplekset ved Giza, blev i 1979 opført på UNESCOs verdensarvsliste. Andre gravfelter i området, som også hører til dette verdensarvssted, er Saqqara, Dahshur, Abu Rawash og Abusir.